# Nivales Klima

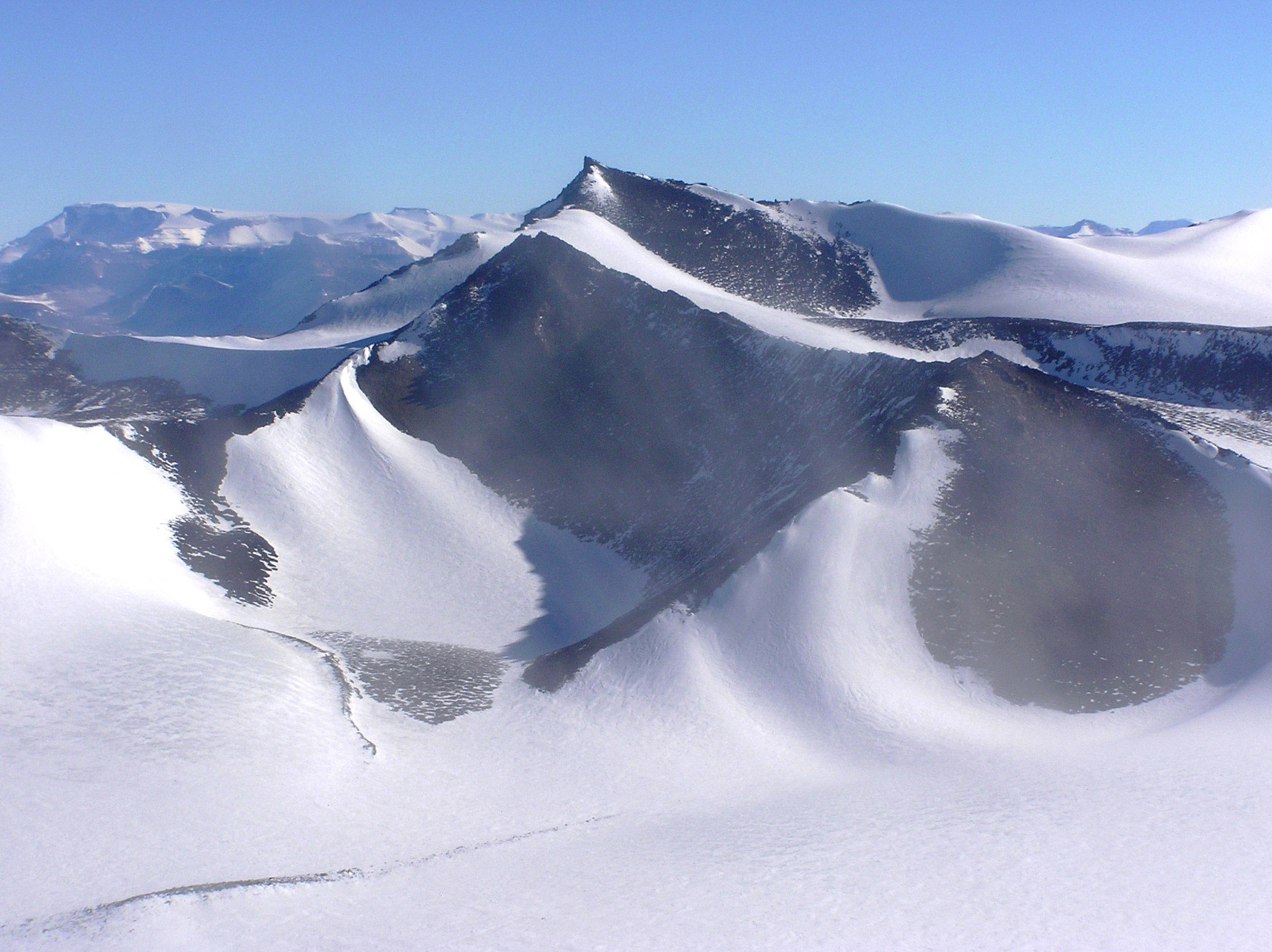
Sowohl in den inneren Ebenen als auch in den Gebirgen von Antarktika herrscht ausschließlich nivales Klima

Ein nivales Klima (von lat. nivalis ‚beschneit‘) herrscht vor, wenn die Niederschläge vorwiegend als Schnee fallen und die Schneedecke ganzjährig bestehen bleibt. Wenn deutlich mehr Schnee fällt als abschmilzt, kommt es zur Vergletscherung.
Man unterscheidet zwischen vollnivalen und seminivalen Klimaten. In vollnivalen Klimaten fällt der gesamte Niederschlag als Schnee, während in einem seminivalen Klima zumindest eine kurze Zeit im Jahr der Niederschlag als Regen fällt.
Nivales Klima herrscht in den polaren Zonen und in einigen Hochgebirgsregionen der Erde. Dadurch bilden sich dauerhaft bestehende Schneefelder und Gletscher in der nivalen Höhenstufe.